# Liste der Nummer-eins-Hits in Polen (2025)
Dies ist eine Liste der Nummer-eins-Hits in Polen im Jahr 2025. Sie basiert auf den Oficjalna Lista Sprzedaży (OLiS) für Singles (single w streamie, Streaming) und Alben (albumy, Streaming und Verkäufe). Die Listen werden im Auftrag des polnischen Związek Producentów Audio-Video erstellt.

## Singles
| ← 2024 ← | Liste der Nummer-eins-Hits in Polen | Liste der Nummer-eins-Hits in Polen                                 | Liste der Nummer-eins-Hits in Polen |                           |
| \| Zeitraum \| Wo. ges. \| Interpret \| Titel Autor(en) \| Zusätzliche Informationen \| \| (Zeitraum, Wochen auf Platz eins, Interpret, Titel, Autor[en], zusätzliche Informationen) \| \| \| \| \| \| ----------------------------------------------------------------------------------------- \| -------- \| ------------------------------------------------------------------- \| ----------------------------------------------------------------------------------------------------------------------------------------------------------------- \| ------------------------- \| \| 27. Dezember 2024 – 2. Januar 2025 1 Woche \| 1 \| Sobel (prod. Deemz & Francis) \| Kochasz? Nadim Akkash, Szymon Frąckowiak, Szymon Sobel \| – \| \| 3. Januar 2025 – 23. Januar 2025 3 Wochen (insgesamt 12) \| 12 \| Pezet (prod. Auer) \| Dom nad wodą Musik: Marek Aureliusz Teodoruk; Text: Jan Paweł Kapliński \| – \| \| 24. Januar 2025 – 6. Februar 2025 2 Wochen \| 2 \| Mata \| Up! Up! Up! Alastair Joseph O’Donnell, Michał Matczak \| – \| \| 7. Februar 2025 – 13. Februar 2025 1 Woche \| 1 \| Kizo (prod. Clearmind) \| Kierownik Patryk Woziński, Mateusz Żezała \| – \| \| 14. Februar 2025 – 13. März 2025 4 Wochen (insgesamt 12) \| 12 \| Pezet (prod. Auer) \| Dom nad wodą Musik: Marek Aureliusz Teodoruk; Text: Jan Paweł Kapliński \| – \| \| 14. März 2025 – 20. März 2025 1 Woche \| 1 \| Playboi Carti \| Evil Jordan Jordan Terrell Carter \| – \| \| 21. März 2025 – 24. April 2025 5 Wochen (insgesamt 12) \| 12 \| Pezet (prod. Auer) \| Dom nad wodą Musik: Marek Aureliusz Teodoruk; Text: Jan Paweł Kapliński \| – \| \| 25. April 2025 – 15. Mai 2025 3 Wochen \| 3 \| Sobel (prod. ShdØw & Francis) \| Cha cha Konrad Żyrek, Szymon Frąckowiak, Szymon Sobel \| – \| \| 16. Mai 2025 – 12. Juni 2025 4 Wochen \| 4 \| Sentino \| Casablanca Musik: Dawid Karol Łopatowski, Michał Jacek Kacprzak; Text: Sebastian Enrique Alvarez Pałucki \| – \| \| 13. Juni 2025 – 3. Juli 2025 3 Wochen \| 3 \| Ekipa feat. Modelki, Qry, Wersow, Mortal & Świeży (prod. Vłodarski) \| Santa Cruz Agnieszka Nowakowska, Szymon Kwiecień, Zuzanna Fijak, Bartosz Laskowski, Michał Włodarski, Patryk Baran, Patryk Lubaś, Urszula Kowalska, Weronika Sowa \| – \| \| 4. Juli 2025 – 7. August 2025 5 Wochen \| 5 \| Bungee feat. Tuszol \| Tak to lata Dawid Piotr Rzeźnik, Jakub Elsadig Rokicki, Patryk Bandurski \| – \| |                                     |                                                                     | |                           |
| ← 2024 |                                     |                                                                     | |                           |
| Zeitraum | Wo. ges.                            | Interpret                                                           | Titel Autor(en) | Zusätzliche Informationen |
| (Zeitraum, Wochen auf Platz eins, Interpret, Titel, Autor[en], zusätzliche Informationen) |                                     |                                                                     | |                           |
| 27. Dezember 2024 – 2. Januar 2025 1 Woche | 1                                   | Sobel (prod. Deemz & Francis)                                       | Kochasz? Nadim Akkash, Szymon Frąckowiak, Szymon Sobel | –                         |
| 3. Januar 2025 – 23. Januar 2025 3 Wochen (insgesamt 12) | 12                                  | Pezet (prod. Auer)                                                  | Dom nad wodą Musik: Marek Aureliusz Teodoruk; Text: Jan Paweł Kapliński                                                                                           | –                         |
| 24. Januar 2025 – 6. Februar 2025 2 Wochen | 2                                   | Mata                                                                | Up! Up! Up! Alastair Joseph O’Donnell, Michał Matczak | –                         |
| 7. Februar 2025 – 13. Februar 2025 1 Woche | 1                                   | Kizo (prod. Clearmind)                                              | Kierownik Patryk Woziński, Mateusz Żezała | –                         |
| 14. Februar 2025 – 13. März 2025 4 Wochen (insgesamt 12) | 12                                  | Pezet (prod. Auer)                                                  | Dom nad wodą Musik: Marek Aureliusz Teodoruk; Text: Jan Paweł Kapliński                                                                                           | –                         |
| 14. März 2025 – 20. März 2025 1 Woche | 1                                   | Playboi Carti                                                       | Evil Jordan Jordan Terrell Carter | –                         |
| 21. März 2025 – 24. April 2025 5 Wochen (insgesamt 12) | 12                                  | Pezet (prod. Auer)                                                  | Dom nad wodą Musik: Marek Aureliusz Teodoruk; Text: Jan Paweł Kapliński                                                                                           | –                         |
| 25. April 2025 – 15. Mai 2025 3 Wochen | 3                                   | Sobel (prod. ShdØw & Francis)                                       | Cha cha Konrad Żyrek, Szymon Frąckowiak, Szymon Sobel | –                         |
| 16. Mai 2025 – 12. Juni 2025 4 Wochen | 4                                   | Sentino                                                             | Casablanca Musik: Dawid Karol Łopatowski, Michał Jacek Kacprzak; Text: Sebastian Enrique Alvarez Pałucki                                                          | –                         |
| 13. Juni 2025 – 3. Juli 2025 3 Wochen | 3                                   | Ekipa feat. Modelki, Qry, Wersow, Mortal & Świeży (prod. Vłodarski) | Santa Cruz Agnieszka Nowakowska, Szymon Kwiecień, Zuzanna Fijak, Bartosz Laskowski, Michał Włodarski, Patryk Baran, Patryk Lubaś, Urszula Kowalska, Weronika Sowa | –                         |
| 4. Juli 2025 – 7. August 2025 5 Wochen | 5                                   | Bungee feat. Tuszol                                                 | Tak to lata Dawid Piotr Rzeźnik, Jakub Elsadig Rokicki, Patryk Bandurski                                                                                          | –                         |

## Alben
| ← 2024 ← | Liste der Nummer-eins-Hits in Polen | Liste der Nummer-eins-Hits in Polen | Liste der Nummer-eins-Hits in Polen        |                           |
| \| Zeitraum \| Wo. ges. \| Interpret \| Titel \| Zusätzliche Informationen \| \| (Zeitraum, Wochen auf Platz eins, Interpret, Titel, zusätzliche Informationen) \| \| \| \| \| \| ------------------------------------------------------------------------------ \| -------- \| -------------------------------- \| ------------------------------------------ \| ------------------------- \| \| 27. Dezember 2024 – 2. Januar 2025 1 Woche \| 1 \| Pih x DJ Creon \| Kiedy mówi do mnie wiatr \| – \| \| 3. Januar 2025 – 9. Januar 2025 1 Woche \| 1 \| Prophet Ilja \| Patriarkh \| – \| \| 10. Januar 2025 – 16. Januar 2025 1 Woche (insgesamt 3) \| 3 \| Billie Eilish \| Hit Me Hard and Soft \| – \| \| 17. Januar 2025 – 23. Januar 2025 1 Woche \| 1 \| Kartky \| Muzyka końca świata \| – \| \| 24. Januar 2025 – 30. Januar 2025 1 Woche \| 1 \| White 2115 \| Rockst4r \| – \| \| 31. Januar 2025 – 6. Februar 2025 1 Woche \| 1 \| The Weeknd \| Hurry Up Tomorrow \| – \| \| 7. Februar 2025 – 13. Februar 2025 1 Woche \| 1 \| Bambi \| Trap or Die \| – \| \| 14. Februar 2025 – 20. Februar 2025 1 Woche \| 1 \| Fisz Emade Tworzywo \| 25 \| – \| \| 21. Februar 2025 – 27. Februar 2025 1 Woche \| 1 \| Opał & Gibbs \| Połączenia 2 \| – \| \| 28. Februar 2025 – 6. März 2025 1 Woche \| 1 \| Kuban (prod. Favst) \| Fugazi \| – \| \| 7. März 2025 – 13. März 2025 1 Woche \| 1 \| Lady Gaga \| Mayhem \| – \| \| 14. März 2025 – 20. März 2025 1 Woche \| 1 \| Turbo \| Blizny \| – \| \| 21. März 2025 – 27. März 2025 1 Woche \| 1 \| Kuqe 2115 \| Nareszcie w domu \| – \| \| 28. März 2025 – 3. April 2025 1 Woche \| 1 \| Taco Hemingway \| Trójkąt warszawski \| – \| \| 4. April 2025 – 10. April 2025 1 Woche \| 1 \| Wiktor Dyduła \| Tak jak tutaj stoję \| – \| \| 11. April 2025 – 17. April 2025 1 Woche \| 1 \| Pocahontaz \| Receptura \| – \| \| 18. April 2025 – 24. April 2025 1 Woche \| 1 \| Tede \| Vox veritatis \| – \| \| 25. April 2025 – 1. Mai 2025 1 Woche (insgesamt 3) \| 3 \| Sobel \| Napisz jak będziesz \| – \| \| 2. Mai 2025 – 8. Mai 2025 1 Woche \| 1 \| Pink Floyd \| Pink Floyd at Pompeii – MCMLXXII \| – \| \| 9. Mai 2025 – 15. Mai 2025 1 Woche \| 1 \| Behemoth \| The Shit ov God \| – \| \| 16. Mai 2025 – 29. Mai 2025 2 Wochen \| 2 \| Sanah \| Dwoje ludzieńków \| – \| \| 30. Mai 2025 – 5. Juni 2025 1 Woche \| 1 \| Hubert \| Kolorowe domy \| – \| \| 6. Juni 2025 – 26. Juni 2025 3 Wochen \| 3 \| Dawid Podsiadło i Kaśka Sochacka \| Tylko haj (Zorza Festiwal 2025) \| – \| \| 27. Juni 2025 – 3. Juli 2025 1 Woche \| 1 \| Kult \| Kult Tenerife 29 11 2024 \| – \| \| 4. Juli 2025 – 10. Juli 2025 1 Woche \| 1 \| Quebonafide \| Północ / Południe \| – \| \| 11. Juli 2025 – 24. Juli 2025 2 Wochen (insgesamt 3) \| 3 \| Sobel \| Napisz jak będziesz \| – \| \| 25. Juli 2025 – 31. Juli 2025 1 Woche \| 1 \| Pidżama Porno \| Futurista \| – \| \| 1. August 2025 – 7. August 2025 1 Woche \| 1 \| (Soundtrack) \| KPop Demon Hunters (From the Netflix Film) \| – \| |                                     |                                     |                                            |                           |
| ← 2024 |                                     |                                     |                                            |                           |
| Zeitraum | Wo. ges.                            | Interpret                           | Titel                                      | Zusätzliche Informationen |
| (Zeitraum, Wochen auf Platz eins, Interpret, Titel, zusätzliche Informationen) |                                     |                                     |                                            |                           |
| 27. Dezember 2024 – 2. Januar 2025 1 Woche | 1                                   | Pih x DJ Creon                      | Kiedy mówi do mnie wiatr                   | –                         |
| 3. Januar 2025 – 9. Januar 2025 1 Woche | 1                                   | Prophet Ilja                        | Patriarkh                                  | –                         |
| 10. Januar 2025 – 16. Januar 2025 1 Woche (insgesamt 3) | 3                                   | Billie Eilish                       | Hit Me Hard and Soft                       | –                         |
| 17. Januar 2025 – 23. Januar 2025 1 Woche | 1                                   | Kartky                              | Muzyka końca świata                        | –                         |
| 24. Januar 2025 – 30. Januar 2025 1 Woche | 1                                   | White 2115                          | Rockst4r                                   | –                         |
| 31. Januar 2025 – 6. Februar 2025 1 Woche | 1                                   | The Weeknd                          | Hurry Up Tomorrow                          | –                         |
| 7. Februar 2025 – 13. Februar 2025 1 Woche | 1                                   | Bambi                               | Trap or Die                                | –                         |
| 14. Februar 2025 – 20. Februar 2025 1 Woche | 1                                   | Fisz Emade Tworzywo                 | 25                                         | –                         |
| 21. Februar 2025 – 27. Februar 2025 1 Woche | 1                                   | Opał & Gibbs                        | Połączenia 2                               | –                         |
| 28. Februar 2025 – 6. März 2025 1 Woche | 1                                   | Kuban (prod. Favst)                 | Fugazi                                     | –                         |
| 7. März 2025 – 13. März 2025 1 Woche | 1                                   | Lady Gaga                           | Mayhem                                     | –                         |
| 14. März 2025 – 20. März 2025 1 Woche | 1                                   | Turbo                               | Blizny                                     | –                         |
| 21. März 2025 – 27. März 2025 1 Woche | 1                                   | Kuqe 2115                           | Nareszcie w domu                           | –                         |
| 28. März 2025 – 3. April 2025 1 Woche | 1                                   | Taco Hemingway                      | Trójkąt warszawski                         | –                         |
| 4. April 2025 – 10. April 2025 1 Woche | 1                                   | Wiktor Dyduła                       | Tak jak tutaj stoję                        | –                         |
| 11. April 2025 – 17. April 2025 1 Woche | 1                                   | Pocahontaz                          | Receptura                                  | –                         |
| 18. April 2025 – 24. April 2025 1 Woche | 1                                   | Tede                                | Vox veritatis                              | –                         |
| 25. April 2025 – 1. Mai 2025 1 Woche (insgesamt 3) | 3                                   | Sobel                               | Napisz jak będziesz                        | –                         |
| 2. Mai 2025 – 8. Mai 2025 1 Woche | 1                                   | Pink Floyd                          | Pink Floyd at Pompeii – MCMLXXII           | –                         |
| 9. Mai 2025 – 15. Mai 2025 1 Woche | 1                                   | Behemoth                            | The Shit ov God                            | –                         |
| 16. Mai 2025 – 29. Mai 2025 2 Wochen | 2                                   | Sanah                               | Dwoje ludzieńków                           | –                         |
| 30. Mai 2025 – 5. Juni 2025 1 Woche | 1                                   | Hubert                              | Kolorowe domy                              | –                         |
| 6. Juni 2025 – 26. Juni 2025 3 Wochen | 3                                   | Dawid Podsiadło i Kaśka Sochacka    | Tylko haj (Zorza Festiwal 2025)            | –                         |
| 27. Juni 2025 – 3. Juli 2025 1 Woche | 1                                   | Kult                                | Kult Tenerife 29 11 2024                   | –                         |
| 4. Juli 2025 – 10. Juli 2025 1 Woche | 1                                   | Quebonafide                         | Północ / Południe                          | –                         |
| 11. Juli 2025 – 24. Juli 2025 2 Wochen (insgesamt 3) | 3                                   | Sobel                               | Napisz jak będziesz                        | –                         |
| 25. Juli 2025 – 31. Juli 2025 1 Woche | 1                                   | Pidżama Porno                       | Futurista                                  | –                         |
| 1. August 2025 – 7. August 2025 1 Woche | 1                                   | (Soundtrack)                        | KPop Demon Hunters (From the Netflix Film) | –                         |